# Petroleumlamp

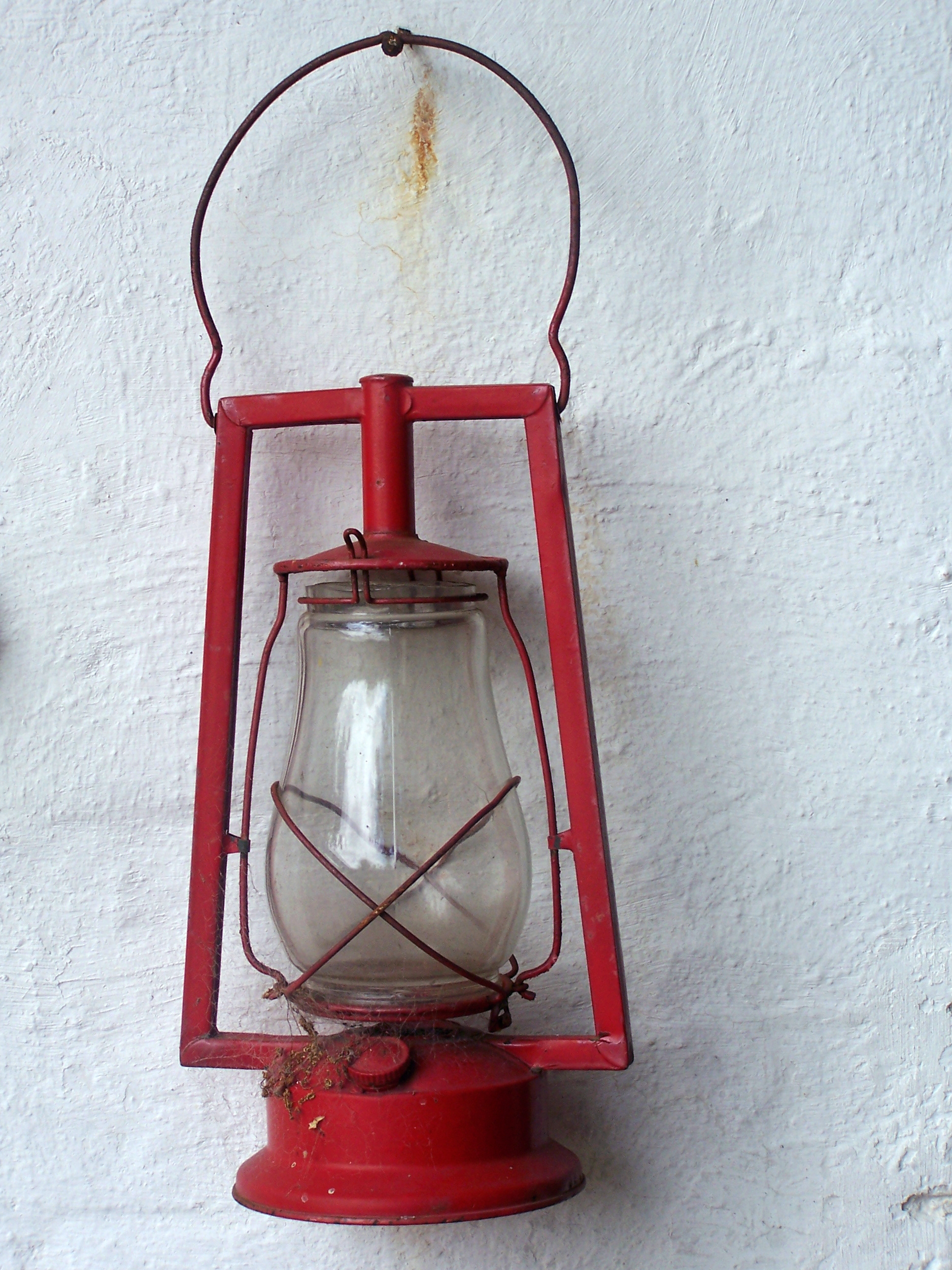
Petroleumlamp

Een petroleumlamp is een lamp waarbij het licht ontstaat door verbranding van kerosine (petroleum), een product verkregen door de raffinage van aardolie. 
Een petroleumlamp lamp heeft een katoenen kous die in de petroleum hangt en zo deze door capillaire werking opzuigt. Een stukje van de kous kan tussen een metalen omhulsel omhoog- of omlaaggedraaid worden, waardoor de vlam hoger of lager gaat branden. De lamp kan uitgedaan worden door de kous zo lang naar beneden te draaien totdat de vlam dooft.
Een petroleumlamp moet men nooit zonder toezicht laten branden: de lamp heeft de neiging om na het aansteken langzaam maar zeker steeds feller te gaan branden, waarbij de temperatuur flink kan oplopen en brandgevaar ontstaat.

## Typen
Er zijn verschillende typen petroleumlampen. Zo is er de vlakbrander, waarbij de kous (zoals de naam al aangeeft) vlak is. Hierdoor wordt het licht ongelijkmatig rond de lamp verdeeld: de hoeveelheid licht is afhankelijk van de waargenomen breedte van de vlam boven de lont. 
Een ander type brander is de rondbrander. Hierbij wordt een rond geweven lont of een vlak lont wat rond gevouwen is gebruikt. Het lont zit dan ingeklemd tussen twee concentrische buizen. Het ronde lont wordt dan langs twee kanten van lucht voorzien. Deze principes zijn terug te leiden naar de argand lamp. De rond brander is op zijn beurt weer onder te verdelen in twee types.  De ''central draft'' lamp waarbij de lucht in de binnenste buis aangevoerd wordt via een buis welke helemaal door het brandstof reservoir loopt (centraal in het midden) tot onder de lamp. De buitenste lucht stroom wordt aangevoerd door openingen in de lamp galerij. Bij de ''side draft'' lamp wordt de lucht in de binnenste buis aangevoerd via een opening in de binnen buis welke het mogelijk maakt dat beide lucht stromen allebei via de lamp galerij zijwaarts naar binnen komen. Dit werkt alleen met een vlak lont welke ter hoogte van de opening nog niet helemaal rond gevouwen is. Bekende uitvoeringen van de side draft lampen zijn de Kosmosbrander, Idealbrander en Matadorbrander. Deze laatste twee hebben een soort hoedje, de vlamspreider, op de binnenste buis staan met gaatjes in de zijkanten. Dit zorgt ervoor dat de vlam wordt platgeslagen. De kosmos brander heeft juist geen vlamspreider. Hierdoor ontstaat een langgerekte, kegelvormige vlam.  

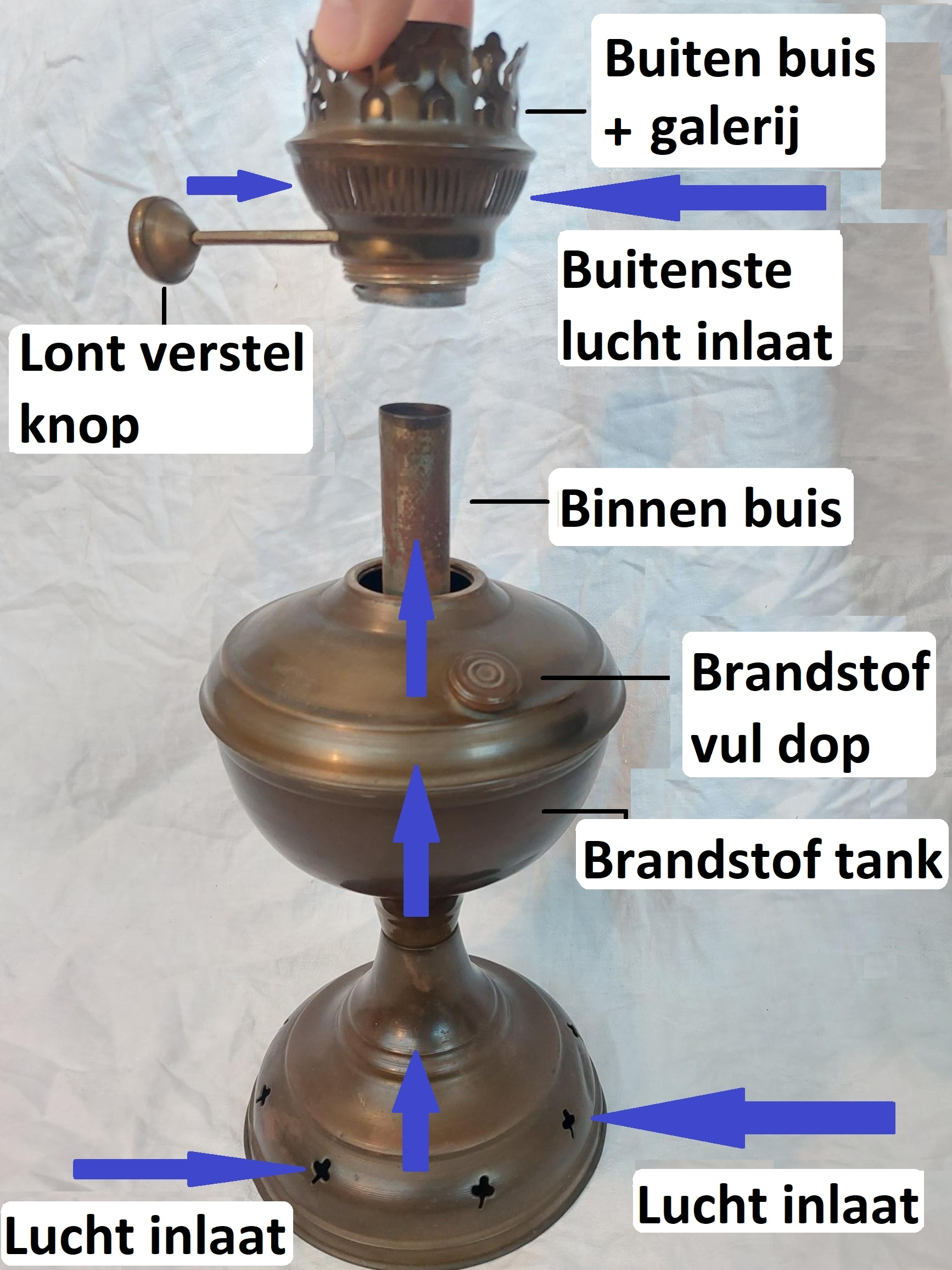
Werking + opbouw van een centre draft lamp. De binnenste luchtstroom wordt via openingen onder de tank en een buis door de brandstof tank aangezogen.

Het lampenglas heeft een grote rol in het goed en reukarm branden van de lamp. Vlakbranders werken met een peervormig glas of wiener glas. Kosmosbranders werken met een speciaal Kosmosglas, ook wel kneepglas genoemd. Dit is een recht glas met een vernauwing (kneep) ter hoogte van de vlam. Idealbranders en Matadorbranders werken met een buikglas, ook wel Matadorglas genoemd. Een glas met een bolvormige verdikking ter hoogte van de vlam. 
Lampglazen voor Kosmosbranders, Idealbranders en Matadorbranders hebben een relatief lange "schoorsteen". De warme en zuurstofarme lucht in het lampglas zet uit en stijgt op. Hierdoor ontstaat trekvorming en wordt nieuwe lucht en dus nieuwe zuurstof de lamp ingezogen en langs de vlam geleidt. Dit is noodzakelijk is om deze lampen goed te laten branden met veel licht en weinig reuk. 
Er zijn petroleumlampen met een gloeikous die door een vlam van de lont worden verhit, waardoor een voor een petroleumlamp zeer fel licht wordt verkregen. Dit type lamp geeft ook minder vette roetaanslag. Bekend zijn de Aladdin lampen.
Er zijn ook petroleumlampen waarbij de brandstof onder druk wordt gezet, wordt vergast en met de hitte van de vlam een gloeikous laat gloeien. Deze lampen leveren dikwijls zeer veel licht. Een bekend merk van dit type lampen is Petromax.
Een stormlamp is betrekkelijk ongevoelig voor windvlagen. Lampen die zijn ontworpen voor gebruik aan boord van schepen en voertuigen zijn meestal cardanisch opgehangen om te voorkomen dat de olie bij bewegingen uit de lamp lekt.

## Geschiedenis
De Poolse apotheker Ignacy Łukasiewicz wordt vaak beschouwd als de uitvinder van de petroleumlamp.  De lampen werden in 1859 geïntroduceerd als opvolger van de olielamp, enkele decennia voor de opkomst van het elektrisch licht. Voor het op de markt komen van petroleum als brandstof werd er vaak walvistraan gebruikt in olielampen. 
Vanaf het einde van de 19e eeuw werd de petroleumlamp door de gloeilamp verdrongen. In sommige dunbevolkte gebieden waar het niet lonend is om in ieder huis elektriciteit aan te leggen worden nog steeds petroleumlampen als lichtbron gebruikt.

## Afbeeldingen

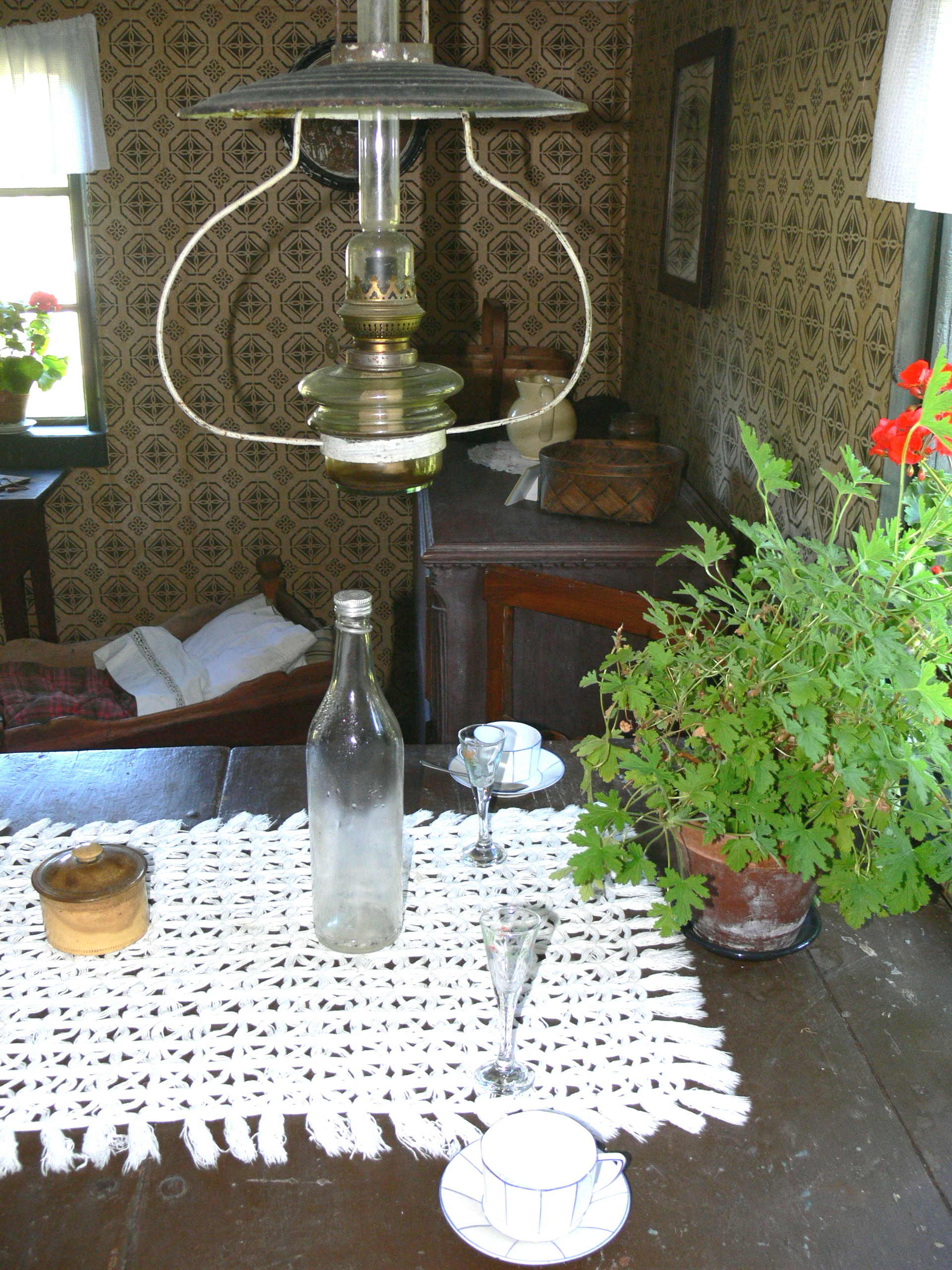
Petroleumlamp
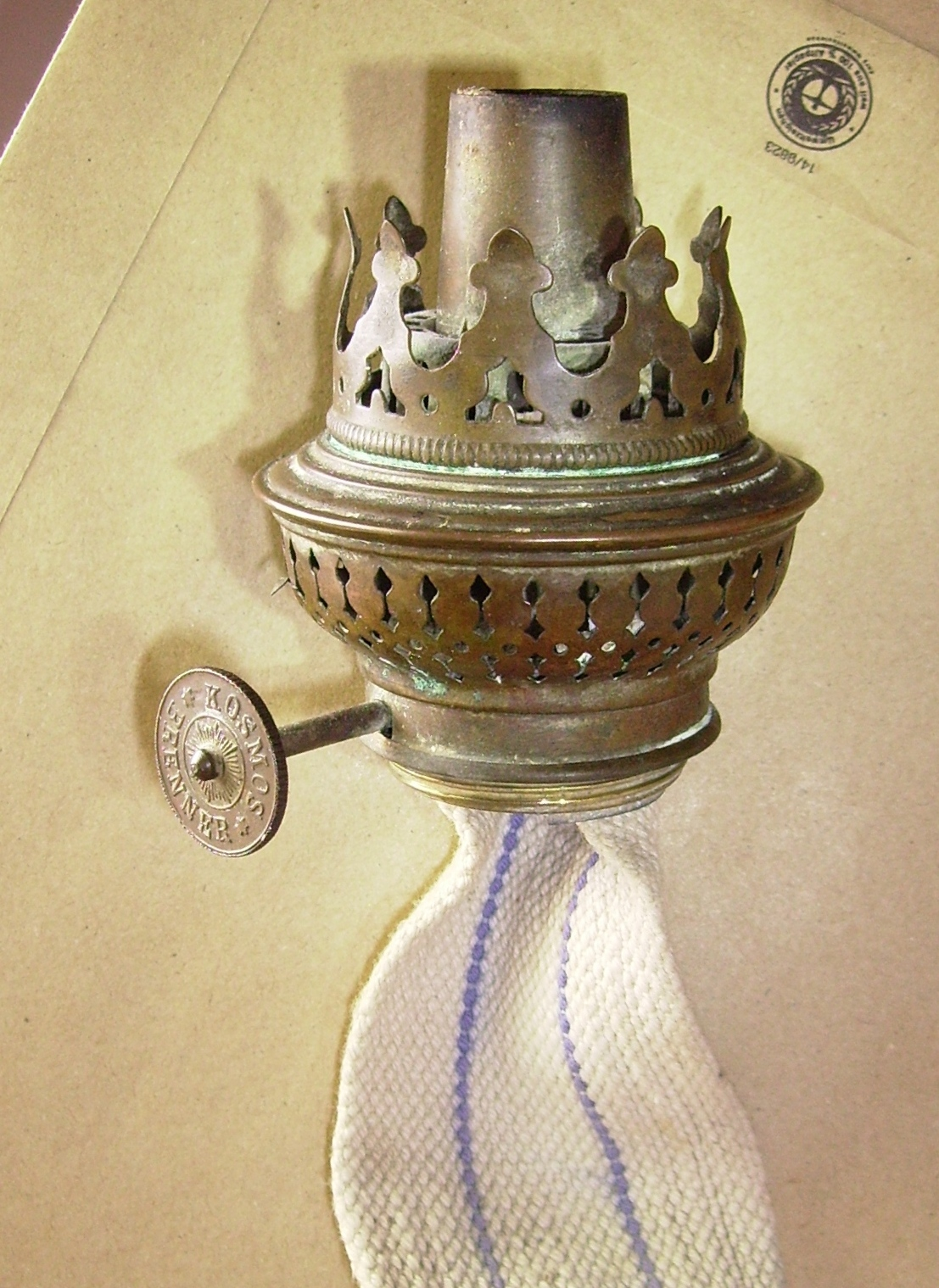
Kous in een Kosmosbrander
Stormlamp
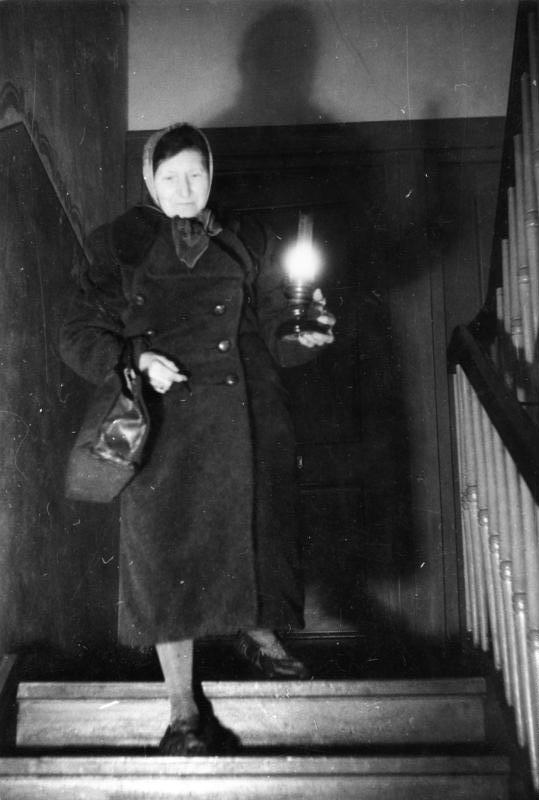
Een vrouw gebruikt een petroleumlamp in een trappenhuis wegens lampenschaarste. Duitsland, 1949.

argandse lamp ·
booglamp ·
carbidlamp ·
CCFL ·
davylamp ·
EEFL ·
elektrodeloze lamp ·
elektronenflitser ·
filmzon ·
flitser ·
fluorescentielamp ·
gaslicht ·
gasontladingslamp ·
gloeilamp ·
halogeenlamp ·
hefnerlamp ·
hogehelderheidsled ·
jablochkoff-kaars ·
kaars ·
kalklicht · 
knijpkat ·
kwiklamp ·
lantaarn ·
ledlamp ·
menglichtlamp ·
metaalhalidelamp ·
natriumlamp ·
neonlamp ·
nernstlamp ·
olielamp ·
petroleumlamp ·
spaarlamp ·
tl-buis ·
xenonlamp ·
zaklantaarn